# Люботово
Люботово — деревня в Устюженском районе Вологодской области.
Входит в состав Устюженского сельского поселения, с точки зрения административно-территориального деления — в Устюженский сельсовет.
Расстояние по автодороге до районного центра Устюжны — 15 км. Ближайшие населённые пункты — Зайцево, Темьяниково, Терентьево.

## История
В конце XIX и начале XX века деревня административно относилась к Люботовской сельской общине Хрипелевской волости Устюженского уезда Новгородской губернии.
Согласно «Списку населенных мест Новгородской губернии за 1911 г.» в деревне было 39 занятых постройками дворовых мест, на которых было 52 жилых строения. Жителей обоего пола — 135 человек (мужчин — 72, женщин — 63). Главное занятие жителей — земледелие, подсобное — лесные заработки. На территории деревни имелось 4 пруда и 4 колодца. В деревне была часовня, школа, кожевенный завод, лавка, хлебо-запасной магазин.
Кроме жителей относившихся к Люботовской сельской общине, смежно с деревней было общество из мещан собственников. За ними числилось 11 дворовых мест с 15 жилыми строениями, где проживало 56 человека (мужчин — 22, женщин — 56). Главное занятие жителей общины — земледелие.

## Демография
Население по данным переписи 2002 года — 27 человек (10 мужчин, 17 женщин). Всё население — русские.

## Известные жители
Владимиров Иван Владимирович (1911—1958) — уроженец деревни Люботово, полный кавалер ордена Славы.